# Tulipa greigii
Tulipa greigii (laleaua lui Greig) este o specie de lalea originară din Asia Centrală și Iran.
În natură, cele mai mari flori sunt ale lalelei Greig, aceasta având cea mai mare dimensiune a florii.  Florile de lalea Foster și de lalea Greig au o formă caracteristică de cupă dublă: sepalele interioare formează un cilindru închis, iar cele exterioare se pliază, spre exterior la aproximativ jumătate din înălțime. Frunzele exterioare sunt în formă de romb, cu vârfuri tocite, rotunjite, iar cele interioare sunt triunghiulare cu un vârf indispensabil. 

## Taxonomie
Epitetul latin specific greigi îl onorează pe rusul Samuel Greig, (1735-1788, „Părintele marinei ruse”) datorită faptului că Greig a fost cândva președinte al Societății Horticole Ruse.
Această specie de lalele a fost descoperită inițial în Turkistan și apoi descrisă de Eduard August von Regel în publicația Gartenflora Vol. 22 la pagina 290 în 1873.

## Descriere

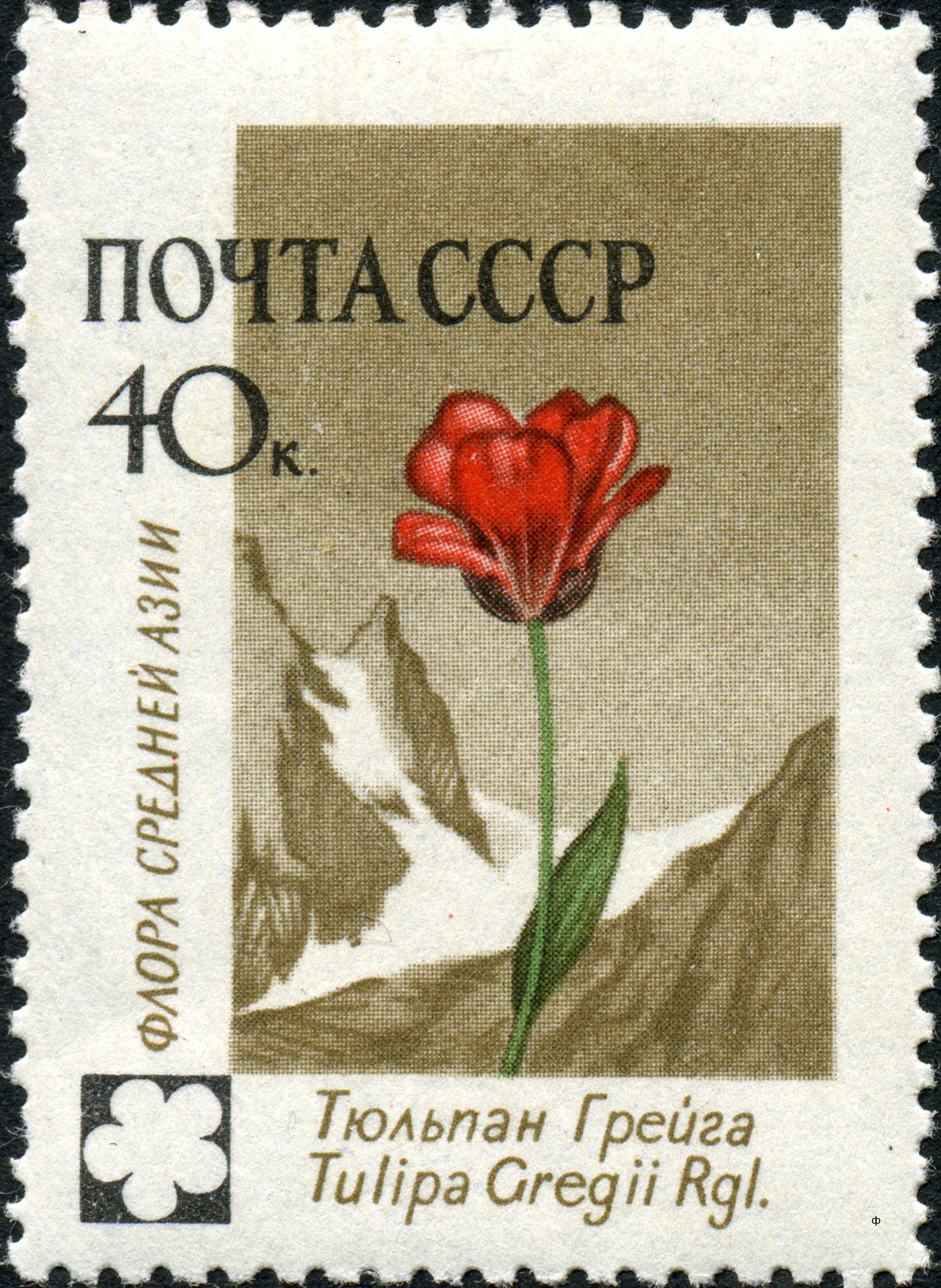
timbru sovietic din 1960

Tulipa greigii crește de obicei până la 20-30 cm înălțime, înflorește de la începutul primăverii până la mijlocul primăverii. Are frunze pătate cu dungi, iar florile sunt destul de mari, până la 102 mm lățime. Florile au mai puține nuanțe de culoare decât alte lalele, variind de la roșu și galben până la alb. Culoarea florii lalelei Greig are uneori chiar și forme roz, crem și, extrem de rar, albe. În populația Tien Shan a acestei specii, descrisă de V. Voronin, a fost observat întregul spectru de nuanțe de la aproape alb până la roșu închis.
Este cunoscută pentru frunzele sale pestrițe verzi cu pete sau dungi violet-maro. Soiurile sale „Oratorio”, „Plaisir”, „Scufița roșie”, „Toronto” și „Statele Unite” au câștigat Premiul meritului în grădină al Royal Horticultural Society.